# 빌리어네어 보이즈 클럽 (2018년 영화)
《빌리어네어 보이즈 클럽》(영어: Billionaire Boys Club)은 2018년 공개된 미국의 전기 범죄 드라마 영화이다. 제임스 콕스가 감독을 맡았으며, 콕스와 캡틴 마우즈너가 공동 각본을 썼다. 앤설 엘고트가 조 헌트 역으로, 태런 에저턴이 딘 카니 역으로 출연했으며, 1987년 NBC에서 방영된 동명 텔레비전 영화에서 조 역을 맡았던 저드 넬슨이 조의 아버지 역을 연기했다. 이 영화는 1980년대에 실재했던 남부 캘리포니아 친목 단체 빌리어네어 보이스 클럽의 청소년 회원들이 벌인 폰지 사기 및 살인 이야기를 담고 있다.
원래 2010년에 제작이 발표되어 2015년에 촬영되었으며, 출연진 중 하나인 케빈 스페이시가 2017년 무수한 성추행 혐의를 받기 전에 마지막으로 촬영했던 작품들 중 하나이다. 스페이시를 향한 비난은 이 영화의 출시 일정과 홍보에 직접적인 영향을 미쳤다. 이 영화는 2018년 7월 17일에 주문형 비디오를 통해 미국에서 최종 출시되었으며, 2018년 8월 17일 버티컬 엔터테인먼트를 통해 제한적으로 개봉되었다. 흥행과 비평 모두 실패했다.

## 줄거리
베벌리힐스를 매혹시킨 두 청년이 온다!
훈훈한 외모, 명석한 두뇌, 뛰어난 입담, 화려한 인맥까지...! 마성의 매력으로 베벌리힐스 억만장자들을 매혹시킨 두 청년 '조'(앤설 엘고트 분)와 '딘'(태런 에저턴 분)의 범죄 실화.
부자가 되고 싶다면, 당신의 돈을 맡겨라.

## 출연진
- 앤설 엘고트 - 조 헌트 역
- 태런 에저턴 - 딘 카니 역
- 에마 로버츠 - 시드니 에번스 역
- 케빈 스페이시 - 론 레빈 역
- 라이언 로트먼 - 스콧 빌트모어 역
- 제러미 어바인 - 카일 빌트모어 역
- 토머스 코쿼럴 - 찰리 보텀스 역
- 보킴 우드바인 - 팀 피트먼 역
- 바니 해리스 - 레자 "이지" 에슬라미니아 역
- 왈리드 자아이타르 - "페르시아인" 역: 이지의 아버지.
- 수키 워터하우스 - 퀸타나 "Q" 비싯 역
- 빌리 로드 - 로재나 리치 역
- 저드 넬슨 - 라이언 헌트 역: 조의 아버지.
- 빌리 슬로터 - 대출 담당 직원 역
- 로재나 아켓 - 데비 에번스 역
- 케리 엘위스 - 앤디 워홀 역
- 웨인 퍼레이 - 백스터 역
- 리처드 콩키 - 블레인 역
- 알리시아 산스 - 제인 역
- 앤서니 마블 - 은행 간부 역
- 푸샤 케이트 섬너 - 판매원 역
- 토니 벤틀리 - 주주 역

## 기타 제작진
- 협력 제작: 바바크 에프테카리